# تاكر زيمرمان
تاكر زيمرمان (بالإنجليزية: Tucker Zimmerman)‏ هو مغن مؤلف وعازف كمان أمريكي، ولد في 14 فبراير 1941.